# Jeffrey Amherst, 1. Baron Amherst

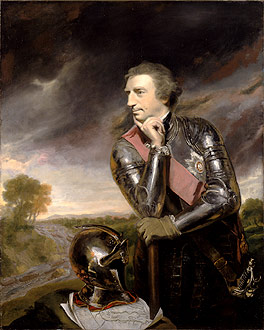
Jeffrey Amherst, 1. Baron Amherst, nach einem Gemälde von Sir Joshua Reynolds

Jeffrey Amherst, 1. Baron Amherst (* 29. Januar 1717 in Sevenoaks, Kent; † 3. August 1797 ebenda) war ein britischer Feldmarschall, Militärgouverneur von Kanada, Gouverneur der Colony of Virginia und Oberbefehlshaber der britischen Armee.

## Leben
Jeffrey Amherst war der zweite von vier Söhnen des englischen Rechtsanwalts Jeffrey Amherst (1677–1750) aus dessen Ehe mit Elizabeth Kerrill. Seine jüngeren Brüder waren Admiral John Amherst (1718–1778) und Lieutenant-General William Amherst (1732–1781). 
Er trat 1731 als Ensign in die britische Armee ein und nahm am Österreichischen Erbfolgekrieg (1740–1748) teil. Er kämpfte in den Schlachten von Dettingen und Fontenoy und hatte zeitweilig die Funktion eines Adjutanten des späteren Oberbefehlshabers der britischen Armee General John Ligonier inne.
Im Siebenjährigen Krieg (1756–1763) kämpfte er zunächst unter dem Kommando des Duke of Cumberland in Deutschland, u. a. in der Schlacht bei Hastenbeck. Danach wurde er 1758 auf Empfehlung Ligoniers von Premierminister William Pitt nach Amerika geschickt – wo diese Auseinandersetzung als Franzosen- und Indianerkrieg bezeichnet wird – und zu seiner völligen Überraschung und über die Köpfe zahlreicher anderer Offiziere hinweg zum Kommandeur einer gegen die französische Festung Louisbourg auf der Kap-Breton-Insel geschickten Armee befördert.
Nach deren Kapitulation wurde er zum Oberbefehlshaber der britischen Streitkräfte in Kanada befördert, befehligte 1759 einen Vorstoß den Lake Champlain hinauf, der die von James Wolfes kommandierte Belagerung von Québec unterstützen sollte, vertrieb die Franzosen aus Fort Ticonderoga und zwang am 8. September 1760 die Garnison von Montreal zur Kapitulation, mit der die französische Herrschaft in Kanada de facto endete. Von 1760 bis zur vergeblichen Niederwerfung des Pontiac-Aufstands 1763 war Amherst Militärgouverneur von Kanada, wurde nach einer kurzen Rückkehr nach England als „Eroberer von Kanada“ gefeiert und im gleichen Jahr zum Gouverneur der Kolonie Virginia sowie 1770 von Guernsey ernannt. 1761 wurde er als Knight Companion des Order of the Bath geadelt.
Amherst wurde 1776 als Baron Amherst, of Holmesdale in the County of Kent, zum Peer erhoben. Während des Amerikanischen Unabhängigkeitskriegs lehnte er ein Feldkommando ab, da er enge Beziehungen zu zahlreichen Persönlichkeiten der Gegenseite hatte. 1778 erhielt er das Oberkommando der britischen Armee, im selben Jahr den Rang eines Feldmarschalls. 1788 wurde Amherst nochmals zum Baron Amherst, of Montreal in the County of Kent, erhoben, nunmehr allerdings mit einer speziellen Nachfolgeregelung zugunsten seines Neffen William Amherst (1773–1857), Sohn seines jüngsten Bruders, da er selbst keinen männlichen Titelerben hatte. 1797 starb er auf seinem Landsitz in Sevenoaks.

## Bedeutung

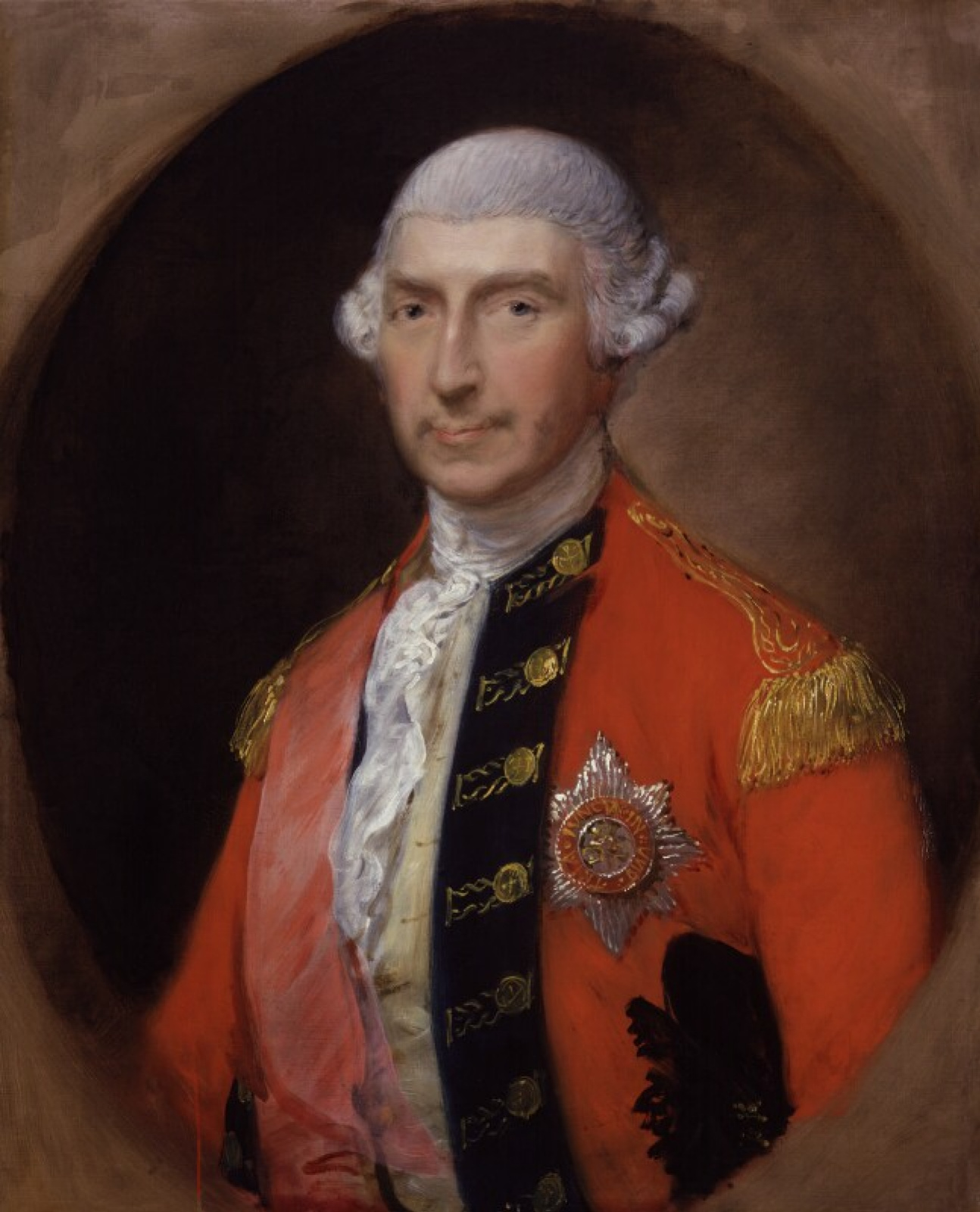
Lord Amherst, gemalt von Thomas Gainsborough, etwa 1789

Als Offizier fehlte Amherst die Brillanz seines Kampfgefährten Wolfe. Charakteristisch für ihn war eine sorgfältige Planung und ein methodisches, vorsichtiges Vorgehen bei seinen Operationen.
Nach ihm benannt wurden u. a. die Städte Amherst im US-Bundesstaat New York und Amherst im Bundesstaat Massachusetts sowie Amherstburg im kanadischen Ontario.

## Amhersts genozidale Einstellung gegenüber Indianern
Zu zweifelhaftem Ruhm ist Amherst durch seine Einstellung den Indianern gegenüber gekommen. Am bekanntesten wurde, dass Amherst während des Pontiac-Aufstands dem Plan von Colonel Henry Bouquet zustimmte, mit Pockenerregern infizierte Decken an die aufständischen Indianer auszuteilen. Tatsächlich ist zumindest ein Fall überliefert, in dem Indianern zwei Decken und ein Taschentuch aus einem Pockenkrankenhaus „geschenkt“ wurden. Unklar ist aber, ob die Aktion mit Wissen oder gar auf Geheiß Amhersts stattfand: Während die Decken und das Taschentuch bereits am 24. Mai 1763 ausgegeben wurden, ist der Brief, in dem Amherst die Pockenansteckung empfiehlt, vom 16. Juli des Jahres. Es ist zudem nicht sicher, ob eine Ansteckung durch entsprechende Decken und Taschentücher möglich war oder gar tatsächlich erfolgte.
Daneben sprach sich Amherst in Briefen auch allgemein wiederholt dafür aus, die Indianer auszurotten (9. Juli, 7. August und 27. August 1763). Dafür, erklärte er im schon erwähnten Brief vom 16. Juli, sei jedes Mittel recht. Diese Haltung unterscheidet sich scharf von Amhersts Einstellung und Verhalten gegenüber den von ihm ebenfalls bekämpften Franzosen: Er war für sein ritterliches Verhalten gegenüber den Franzosen bekannt und stand ihren Zivilisten wohlwollend gegenüber. Amherst zeigte sich damit als typischer Vertreter seiner Zeitgenossen, die in ihrer Mehrheit die Indianer als unzivilisierte Barbaren betrachteten, denen gegenüber die sonst gängigen Regeln zivilisierter Kriegsführung keine Geltung hatten.